# Qwan Ki Do
Il Qwan Ki Do (“La via dell'energia vitale”) è un'arte marziale creata nel 1981 a Tolone, in Francia (Club du C.A.M Quan Ky Toulon) dal Maestro Pham Xuân Tong. Il Qwan Ki Do trae origine da tecniche derivate dalle arti marziali cinesi e vietnamite. È quindi un'arte marziale sino-vietnamita. L’unica federazione che diffonde ufficialmente a livello mondiale quest'arte marziale ed è riconosciuta dal Maestro Fondatore Pham Xuân Tong è la International Qwan Ki Do Federation (IQKDF).
Il programma del Qwan Ki Do comprende le sequenze tecniche (Quyên), le tecniche singole, le tecniche a coppie, le tecniche da combattimento e lo studio delle armi tradizionali. 
Combina efficacia e tradizione attraverso varie tecniche come pugni (taglio, artiglio, spada, palmi), calci, tecniche di gomito, spazzate, forbici, proiezioni, prese, chiavi articolari, autodifesa... 
È un'arte marziale completa.
Filosofia del Qwan Ki Do: “Il segreto della saggezza non è la saggezza in sé: è il cammino che ci conduce ad essa. Il cammino è lungo, le radici sono amare ma il frutto è dolce... “ (Maestro Pham Xuân Tong).
In Italia, il Delegato Technico del Qwan Ki Do (scelto dal Maestro Fondatore PHAM Xuân Tong) è Minh Su Davide Migliore (Cintura nera 6° Dang).

## La storia

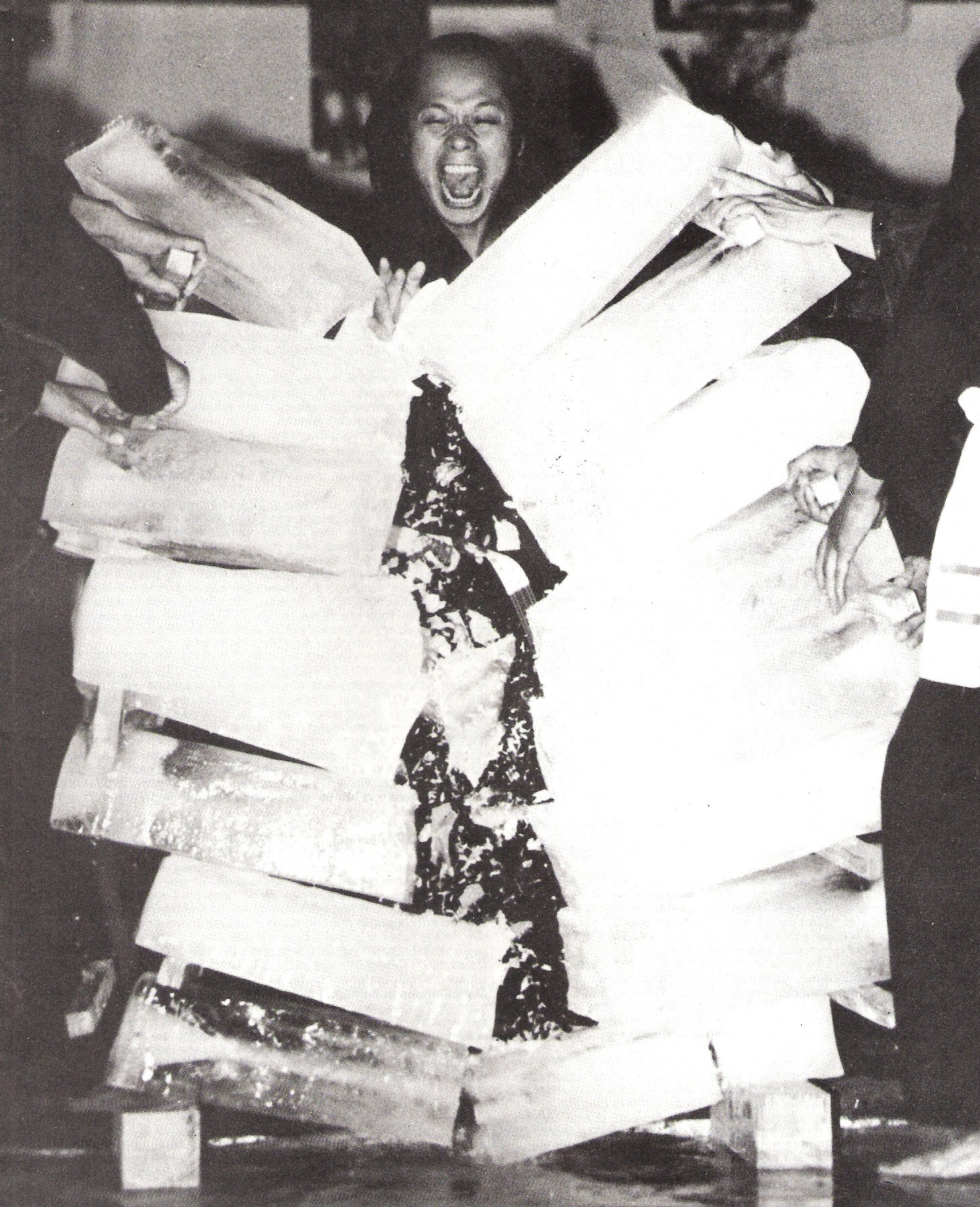
Il Maestro Fondatore - PHAM Xuân Tong

Il Qwan Ki Do è una sintesi degli stili di arti marziali sino-vietnamite. Rappresenta il culmine di oltre 25 anni di studi e ricerche da parte di un esperto di arti marziali vietnamite: Il Maestro Pham Xuân Tong, erede per volontà del Maestro Châu Quan Ky.
Il Qwan Ki Do, infatti, è stato creato dal Maestro Pham Xuân Tong, dopo un lungo percorso di sviluppo iniziato con un rigoroso apprendistato in un tempio del Vietnam, seguito da una carriera internazionale e da risultati sportivi, nonché da ricerche universitarie, il tutto unito a un'eredità che è stata trasmessa solo a lui secondo la volontà del proprio Maestro, egli stesso erede di alcune prestigiose scuole cinesi nate in un'epoca in cui l'arte marziale aveva una vocazione diversa dallo spettacolo.
Le tecniche del Qwan Ki Do provengono in parte da quattro scuole principali, tra cui quella dei monaci Shaolin.
Le principali scuole cinesi sono tre:
- La scuola Wo Mei Pai o Nga Mi Phai, proveniente dalla montagna Wo Mei Shan, che comprende un'ampia gamma di tecniche di prese e di proiezioni m, oltre a tecniche basate sull'osservazione degli animali.
- La scuola Shao Lin Nam Pai o Thieu Lam Nam Phai, che presenta un'ampia varietà di tecniche, tra cui molti calci volanti e tecniche leva articolari (Chin Na o Cam Na).
- Infine, la scuola Chow Gar Tang Lang Pai o Châu Gia Duong Lang Phai, caratteristica della Cina meridionale e dell'etnia Hakka, si basa sull'imitazione della mantide religiosa, con attacchi rapidi agli arti superiori mirati a colpire i punti vitali e a lussare varie articolazioni.

Le scuole vietnamite, invece, sono famose per le loro forbici volanti e per la boxe libera che utilizza gomiti, ginocchia e tibie.
Nonostante le numerose influenze vietnamite e le origini del suo maestro fondatore, le fonti del Qwan Ki Do provengono principalmente dalle arti marziali cinesi. Ci sono molte tecniche zoomorfe, chiavi articolari (chiamate Cam Na), pugni e calci (compresi gomiti e ginocchia) e l'uso di armi tradizionali.
Come in molte arti marziali vietnamite, i termini vietnamiti utilizzati sono spesso traduzioni o trascrizioni di termini cinesi.
Le tecniche di rottura su diversi materiali come tegole, lastre di ghiaccio etc… fanno parte del programma del Qwan Ki Do e servono a verificare l’efficacia delle tecniche, la sinergia tra lavoro tecnico, concentrazione e, a seconda della prova richiesta, il rilascio di energia vitale.
La disciplina comprende anche lo sparring libero noto come Qwan Ki Do-Vo Dai e una forma di ginnastica dolce nota come Tâm Khi Thê, ideale per il benessere del praticante.

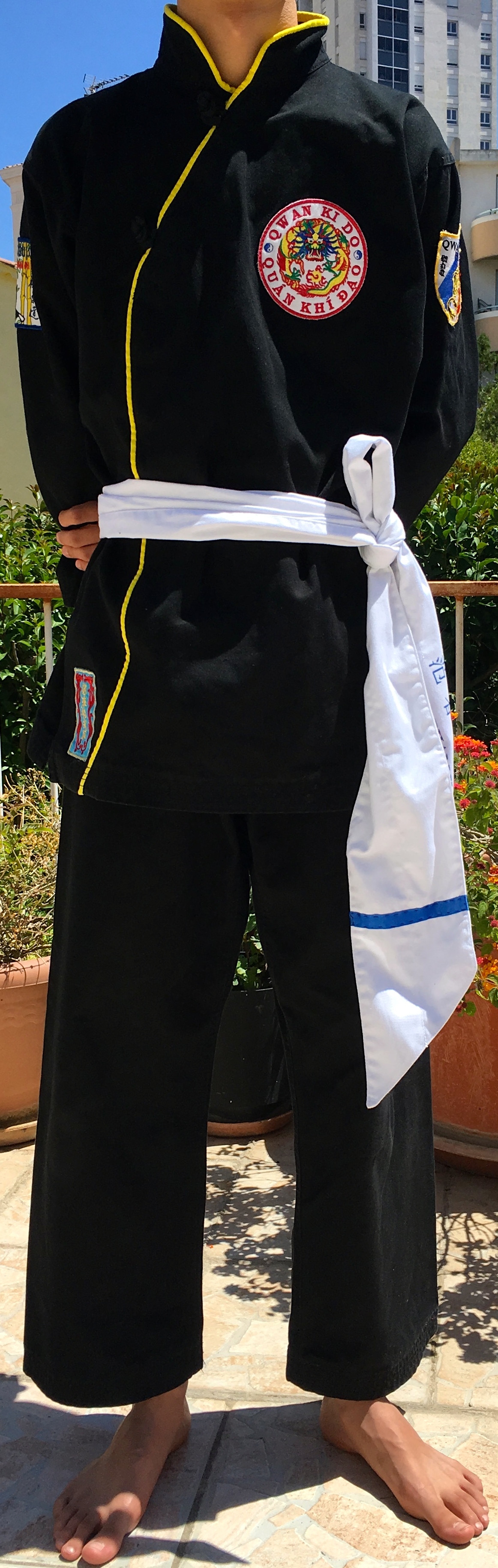
Il Vo Phuc (Vestito Ufficiale del QWAN KI DO)

## I gradi
Il livello iniziale rappresenta il vuoto infinito (Vô Cuc). Il 1° Câp o Thai Cuc (genesi della mutazione) è seguito dal Luon Nghi (dualità tra le due polarità Am e Duong), poi dal Tu Tuong (i quattro punti cardinali) e infine dal Ngu Hàn (i cinque elementi). Il livello principiante è caratterizzato dalla cintura bianca.
I gradi utilizzati per i debuttanti sono chiamati Câp e aumentano fino ad un massimo di quattro a seconda del livello del praticante. Questi Câp sono rappresentati da barre gialle (sotto i 7 anni), rosse (sotto i 13 anni) o blu (sopra i 13 anni), a seconda dell'età dell'allievo.
Dopo il 4° Câp Bleu (o cintura blu di un tempo), all'età di 18 anni, gli studenti possono sostenere l'esame nazionale di cintura nera.
Una volta raggiunto questo livello, il passo successivo è il grado di 1° Ðẳng. Da questo momento in poi, la cintura diventa nera con un bordo rosso e si può salire di grado fino al 4° Ðẳng.
Al 5° Ðẳng, la cintura è nera con il bordo giallo.
Dal 6° all'8° Ðẳng, la cintura è a bande diagonali rosse e bianche, bordata di giallo.
Per il 9° Ðẳng, la cintura è rossa, bordata di giallo.
La cintura successoria testamentaria è composta da 4 colori (rosso, giallo, blu, bianco).
La Chuong Mon Dai è la cintura del maestro fondatore, trasmessa dal maestro Châu Quan Ky al maestro Pham Xuân Tong; combina i colori del Qwan Ki Do (rosso, giallo, blu, nero e bianco) che si ritrovano nell'emblema, che è un drago. Questa distinzione garantisce l'etica e l'autenticità del metodo.

## Il vestito del Qwan Ki Do
L'uniforme ufficiale del Qwan Ki Do si chiama Vo Phuc. È stata disegnata dal Maestro Pham Xuân Tong, creatore del Qwan Ki Do, e rispecchia l'abito tradizionale vietnamita (AO Thày Dô).
È composto da:
- una giacca e un pantalone neri (Vo Phuc):
- una cintura diversa per ogni grado (Daî)
- lo stemma ufficiale del Qwan Ki Do (simbolo della Federazione Internazionale Qwan Ki Do), cucito sul lato sinistro del Vo Phuc all'altezza del cuore.
- lo stemma del club del praticante, cucito sulla manica destra, all'incirca allo stesso livello dello stemma ufficiale del Qwan Ki Do.
- lo stemma della squadra nazionale, cucito sulla manica sinistra, per i praticanti che fanno parte della nazionale.